# 三好長慶
三好長慶（日语：／ Miyoshi Nagayoshi，1522年3月10日—1564年8月10日）為日本戰國時代的大名。室町幕府的相伴眾、管領代。三好元長長男。三好義賢、安宅冬康、十河一存、野口冬長之兄。正室是波多野稙通女兒，側室是遊佐長教女兒。嫡男是義興，義興死後，收四弟十河一存之子義繼作為養子。在織田信長上洛之前，京城畿內最強大的大名，極盛時期其佔據領土為攝津、山城、大和、河內、和泉、丹波、讚岐、阿波、淡路、播磨等10國勢力，其權勢被人號稱為日本副王。

## 經歷

### 細川氏家臣
1522年（大永2年）二月出生。三好長慶的父親三好元長為管領細川氏的重臣，擁有阿波及山城等領地。1532年六月元長被細川晴元借一向宗之力殺害（飯盛山城之戰）。時長慶年幼，因木澤長政的推薦而成為細川晴元的部屬。
三好長慶勇猛與冷酷都過於其父，1539年正月不滿未獲分配父親死前的領地，率領兩千五百人進入京都，最終成功，當時的將軍足利義晴因懼怖長慶而逃往近江，細川晴元尋找六角定賴協助調解成功，成為攝津守護代及越水城(兵庫縣西宮市)主。之後三好長慶又於1542年的太平寺之戰及1547年的舍利寺之戰擊敗木澤長政、遊佐長教等敵對勢力，而成為細川晴元最為信任的重臣。
1548年（天文17年）細川晴元有意以三好政長取代三好長慶，長慶倒戈至細川高國養子細川氏綱陣營，雙方開始積極備戰。1549年長慶及政長在攝津國江口交戰（江口之戰），長慶在六角氏援軍趕到前擊敗政長，政長在戰役中陣亡，得年四十二歲。細川晴元則帶著足利義晴、足利義輝父子逃往近江。經此一役長慶得以控制京畿地區，這一年他才二十八歲。

### 建立三好政權
三好長慶成功控制了京畿地方，但仍未能消滅幕府政權。1552年趁細川晴元靠山六角氏當主六角定賴病逝，逼迫晴元隱居，迎回將軍義輝(義晴已於1550年五月病逝近江)。接著由細川氏綱繼承細川京兆家家督並出任室町幕府最後一任管領，而長慶則被任命為幕府的御供眾。
1553年八月，三好長慶與足利義輝再次不和，義輝暗自聯繫前任管領細川晴元，兩人合作卻仍遭長慶擊退，義輝避居近江朽木谷。1558年（永祿元年）六月義輝與晴元又一次遭長慶擊退，長慶卻一反常態迎義輝返回京都。由於將軍返回京都，長慶改為專注堺港。並向河內、丹波及大和擴展他的勢力。1559年獲畠山高政的支援，攻佔了由安見直政控制的高屋城。翌年長慶與畠山高政對立，攻打由畠山氏控制的高屋城及飯盛城，並在1562年五月的教興寺之戰中成功將畠山氏驅逐，控制了河內一國，至於松永久秀成功控制大和。三好在畿內進入了全盛期。

### 弟子皆亡後繼無人
1561年三好家內重要軍事將領十河一存去世，細川晴元乘隙率領畠山高政、六角義賢反擊，以細川晴元次男細川晴之為盟主，在7月舉兵，自南北夾擊三好家，此戰延續至永祿5年（1562年），結果使三好長慶失去了京都的控制權。隨之而來的是家內重要人物先後身亡。1562年三好義賢在久米田之戰戰死，1563年長子三好義興早逝，嚴重打擊三好長慶的身心，晚年幾乎都將權力交給松永久秀代理；1564年三好長慶又聽信下屬松永久秀的讒言而殺害自己的胞弟安宅冬康，最後在飯盛山城病逝（另一個說法指長慶被松永久秀殺害），享年四十三歲。由於長男三好義興早逝，由養子三好義繼繼承，並由松永久秀及三好三人眾（三好長逸、三好政康、岩成友通）擔任後見役。死後三年才舉行葬禮，墓地在現今京都市北区大德寺聚光院。

## 就任官職
- 日期不詳 - 就任筑前守任官。
- 日期不詳 - 從五位下。
- 1552年（天文22年）2月28日 - 晉升從四位下。筑前守如原。
- 1560年（永祿3年）1月21日 - 改任修理大夫。

## 人物
- 據說長慶二弟三好義賢戰死時，三好長慶正在參加連歌會，當飛腳來報知義賢死訊時，長慶仍維持完連歌會才佈署舉兵反擊，此事可見三好長慶處變不驚的態度。
- 《朝倉宗滴話記》中將三好長慶與北条氏康、今川義元、武田信玄、上杉謙信、毛利元就、織田信長並稱為日本國內可稱上手的武將。